# Amic Bedel
Pour les articles homonymes, voir Bedel.
Pour les articles homonymes, voir Amic.
Amic Bedel est un auteur, réalisateur et producteur occitan, né à L'Union (France) le 27 août 1978. Sa démarche artistique se caractérise par une volonté de donner à la culture occitane une plus grande visibilité. Il est, par ailleurs, chef opérateur de la plupart des films qu'il réalise.

## Biographie
Réalisateur autodidacte, Amic Bedel débute ses prises de vue à l'âge de 13 ans avec une caméra Video 8, en accompagnant son père, Christian-Pierre Bedel, dans ses enquêtes ethnographiques en Aveyron.
Dans les années 2000, il réalise des centaines de collectages vidéo autour de la mémoire occitane, et contribue, entre autres, aux fonds Al Canton en Aveyron, Tarn et Garonne, Gers, Lot, et Ariège.
En parallèle, il travaille pour le magazine occitan de France 3 Occitanie, Viure al Pais, pour lequel il réalise de nombreuses heures de programmes. Il crée la société de production Piget Films, avec son frère, Lugan Bedel. Avec Piget Films, il produit et réalise plusieurs programmes en occitan pour la télévision, telles que Camina, Còp d'ala, Biais, ou Lo mot, mais aussi de nombreux clips pour la scène musicale antillaise et occitane.
En 2010, il crée, avec Caroline Dufau et Lila Fraysse, le collectif Dètz, laboratoire audiovisuel en langue occitane.
Avec La Seria, Amic Bedel signe la première série télévisée en langue occitane, qu'il a coécrite avec Julien Campredon. Ce projet, qu'il réalise et co-produit, prendra plus de dix ans avant de voir le jour, diffusé sur France TV en avril 2023,.

## Filmographie

### Auteur, réalisateur et producteur

#### Documentaires
- 1996 : Al Canton de Severac
- 2001 : Al Canton de Limonha
- 2002 : Al Canton de Negrapelissa
- 2003 : Al Canton de Monclar
- 2004 : De pèiras e d'aiga
- 2006 : BAL (court métrage)
- 2012 : Còp d'ala (série documentaire de format court)
- 2015 : BIAIS (série documentaire de format court)

#### Série télévisée
- 2023 : La Seria (5 épisodes)

#### Programmes de télévision
- 2006 : Camina en Leveson
- 2007 : Camina tot canç de garbet
- 2008 : Camina en Armanhac
- 2009 : Camina al carnaval de las fecas
- 2018 : Lo mot (série pédagogique de format court)

#### Courts métrages
- 1998 : Cuisine
- 2008 : Chris
- 2009 : La Fugida
- 2011 : Joan Bodon
- 2015 : La vida es pas un jòc Marc

### Chef opérateur
- 2005 : Fecas e Godilhs de Pèire Brun
- 2023 : Relaxe de Audrey Ginestet